# Per-Anton Lundström
Per-Anton Lundström, född 29 september 1977 i Umeå, är en svensk före detta ishockeyspelare. Lundström var en defensiv back och spelade under karriären i bland annat IF Björklöven, Skellefteå AIK och Leksands IF. I NHL-draften 1996 draftades Lundström i 3:e rundan som nummer 62 totalt av Phoenix Coyotes.
Per-Anton är storebror till Karl-Johan Lundström, som även han är ishockeyspelare.